# Колумбийская коммунистическая партия
Колумбийская коммунистическая партия (исп. Partido Comunista Colombiano) — колумбийская левая политическая партия, основанная 17 июля 1930 года в Боготе как секция III Интернационала в стране.

## История
Первая попытка основать компартию в Колумбии была предпринята группой Сильвестра Савицкого ещё 1 мая 1924 года.
До 1979 года Колумбийская коммунистическая партия носила название Коммунистическая партия Колумбии  (исп. Partido Comunista de Colombia).
С 1994 по 1998 имела своих представителей в сенате Колумбии.